# آبشار دینگمن
آبشار دینگمن (به انگلیسی: Dingmans Falls) آبشاری است که در پنسیلوانیا، ایالات متحده آمریکا واقع شده و ارتفاع کلی ریزشگاه آن ۴۰ متر است.